# (19776) Balears
(19776) Balears (2000 PA5) – planetoida z grupy pasa głównego asteroid okrążająca Słońce w ciągu 3,42 lat w średniej odległości 2,27 j.a. Odkryta 4 sierpnia 2000 roku.